# مارك رادكليف
مارك رادكليف (بالإنجليزية: Mark Radcliffe)‏ (مواليد 29 يونيو 1958) مذيع بريطاني .

## روابط خارجية
- مارك رادكليف على موقع IMDb (الإنجليزية)
- مارك رادكليف على موقع ميوزك برينز (الإنجليزية)
- مارك رادكليف على موقع ديسكوغز (الإنجليزية)